# Австрийская империя
Австри́йская импе́рия (нем. Kaiserthum Österreich) — государство со столицей в Вене; название периода Габсбургской монархии с момента провозглашения её империей в 1804 году до преобразования в дуалистическую Австро-Венгрию в 1867 году. Объединяло наследственные владения Габсбургов — Австрию, Венгрию (со Словакией, Закарпатьем, Банатом, Хорватией, Трансильванией (Румыния)), Чехию, Галицию, Буковину и значительную часть Северной Италии (Ломбардо-Венецианское королевство), населённые народами различного происхождения и вероисповедания.

## Создание
Австрийская империя была создана в 1804 году императором Францем II (I Австрийским) в ответ на провозглашение Наполеона Бонапарта императором французов — как противовес империи Наполеона. В 1806 году под давлением Наполеона была упразднена Священная Римская империя, монархом которой традиционно был правитель Габсбургской монархии. Австрийцы потерпели несколько крупных поражений от французских войск, но в конечном итоге вышли победителями (в составе VI и VII антифранцузских коалиций) в Наполеоновских войнах и принимали у себя Венский конгресс.
Поскольку на протяжении почти всего периода своего существования Священная Римская империя являлась единственным государственным образованием в Западной Европе, монарх которого носил титул императора, она зачастую была известна просто как «Империя». В российских документах XVIII века использовалось также наименование «Цесария». В XIX веке, после образования Австрийской империи, это наименование неформально было перенесено на неё, как находящуюся под властью той же династии.

## Национальные противоречия
Стремясь укрепить центральную власть в нестабильном многонациональном государстве с сильными центробежными тенденциями, немецкая верхушка Вены в значительной степени опиралась на сохранение и упрочение социально-экономической гегемонии этнических немцев по всей империи. Немцы, однако, составляли менее четверти населения государства, а потому имперские власти стремились проводить политику германизации. Особенно важную роль в этом процессе играли немецкие города и крепости в центре, на севере и востоке страны, основанные ещё в ходе саксонской колонизации XII — XIII веков, и окружённые сплошными ареалами расселения других народов.
Политика германизации натолкнулась на резкое сопротивление со стороны национальных меньшинств, особенно тех, которые до вхождения в Австрийскую империю уже имели давнюю историю собственной государственности (венгры, чехи, поляки). Особенно сильным оказалось сопротивление венгров, вылившееся в революционные события 1848 года.

## Революция 1848—1849
В марте 1848 года, в период экономического спада, волнения в Вене привели к отставке канцлера Меттерниха. Новая конституция оказалась недостаточно демократичной для радикальных лидеров, которые 15 мая 1848 года организовали массовое выступление. Малоспособный император Фердинанд I, сменивший умершего в 1835 году Франца I, бежал в Инсбрук, а позднее отрёкся от престола. В разных частях Австрийской империи началась революция, также называемая «весной народов», так как в ненемецких землях (особенно в Венгрии) она имела кроме прочего, национально-освободительный характер.
В декабре 1848 года на трон вступил 18-летний племянник Фердинанда I Франц Иосиф I.
Венгерская революция была подавлена в 1849 году, в том числе и с помощью войск России, тогда кратковременного союзника Австрийской империи. В стране сохранялась определённая стабильность до тех пор, пока поражение в Австро-итало-французской войне против Франции и Сардинского королевства не покончило с австрийским владычеством в Италии. Вместе с тем, установившаяся в стране реакция упразднила все проведённые в ходе революций реформы, вернув в империи абсолютную монархию, опиравшуюся на мощный бюрократический аппарат. Ситуация усугублялась внешнеполитической изоляцией государства и центробежными тенденциями на его окраинах. В стране действовали организации, требовавшие как федерализации государства, так и отделения от Габсбургской монархии её отдельных частей.

## Компромисс и создание Австро-Венгрии
Пытаясь удовлетворить национальные притязания, австрийские власти предложили новую, федеральную конституцию, но это был запоздалый шаг, и после дальнейших поражений в 1867 году власти пошли на компромисс (Ausgleich) с венграми. Австрийская империя была преобразована в двуединую монархию — Австро-Венгрию, делившуюся на земли собственно австрийской (Цислейтания) и венгерской короны (Транслейтания), которая получила широкую внутреннюю и отчасти даже внешнюю автономию, но по-прежнему с общим монархом в Вене.
Из-за того, что требования большей части населения империи (славян) по-прежнему оставались неудовлетворёнными, отношения между Австрийской (затем Австро-Венгерской) и Российской империями продолжали ухудшаться вплоть до распада обеих империй в 1918 году.